# Overnight Sensation
Overnight Sensation ist das 13. Studioalbum der britischen Heavy-Metal-Band Motörhead. Es war das erste Album ohne den zweiten Gitarristen Würzel und das erste für CMC Records.

## Entstehung
Nach dem Weggang des Gitarristen Würzel entschloss sich die Band, als Trio weiterzumachen. Nach Meinung von Lemmy Kilmister habe ein einzelner Gitarrist mehr Freiheiten, allerdings könne man einige der neuen Stücke mit nur einem Gitarristen nicht live spielen. Noch während der laufenden Tourneen Ende 1995 sollten die Arbeiten zum neuen Album beginnen, allerdings hatte Motörhead noch kein einziges Lied geschrieben. Die Stücke entstanden daraufhin innerhalb von vier Wochen. Alle Titel sind Gemeinschaftskompositionen der Band, einzige Ausnahme ist Listen to Your Heart, das Kilmister auf einer Akustikgitarre geschrieben hatte. Die anschließenden Aufnahmen der Basisspuren dauerten weitere vier Wochen. Nach einer Unterbrechung, während der die Band auf verschiedenen Festivals auftrat, wurden die Aufnahmen abgeschlossen. Das Album wurde am 15. Oktober 1996 veröffentlicht, den Vertrieb hatte BMG übernommen. Als erste Single erschien I Don’t Believe a Word.

## Titelliste
1. Civil War – 3:01
2. Crazy Like a Fox – 4:32
3. I Don’t Believe a Word – 6:31
4. Eat the Gun – 2:13
5. Overnight Sensation – 4:10
6. Love Can’t Buy You Money – 3:06
7. Broken – 4:34
8. Them Not Me – 2:47
9. Murder Show – 3:03
10. Shake the World – 3:29
11. Listen to Your Heart – 3:45

## Kritiken
Eduardo Rivadavia von Allmusic bemerkt, dass Motörhead mit dem Album zu ihrem „typischen Drei-Akkorde-Rock'n'Roll“ zurückkehre. Er resümiert, dass Overnight Sensation erfrischend rau und ehrlich sei und insbesondere den alten Fans gefallen dürfte. Jan Jaedike vom Musikmagazin Rock Hard meint, dass das Album musikalisch stimmig sei und dass die neuen Ideen wie der Einsatz einer Akustikgitarre bei Listen to Your Heart oder der verstärkte Einsatz von Breaks einen Wachstumsprozess zeigten, den man der Band nach 21 Jahren Bestehen so kaum zugetraut hätte.